# 호아킨 로드리고
호아킨 로드리고(스페인어: Joaquín Rodrigo, 1901년 11월 22일 - 1999년 7월 6일)는 스페인의 작곡가이자 유명 피아니스트였다. 어린 시절부터 시력이 약했음에도 불구하고 크게 성공했다. 그의 아랑후에스 협주곡은 스페인 음악 및 기타 협주곡의 걸작으로 간주되고 있다.
그는 스페인 발렌시아 지방 발렌시아 사군토에서 태어나 디프테리아에 걸려 3세의 나이에 거의 시력을 잃게 됐다. 8세에 발성, 피아노, 바이올린 공부를 시작했고 16세에 화성과 작곡을 했다. 세계적 콘서트 악기로 스페인 기타를 내세웠고 자신의 기타 음악으로 가장 유명해졌지만 그는 기타를 연주하지는 않았다. 그는 점자로 자신의 모든 음악 작품을 남겼다.
로드리고는 발렌시아에서 프란시스코 안티치 밑에서 공부를 하였고, 파리의 에콜 노르말 드 뮤지크(École Normale de Musique)에서 폴 뒤카 밑에서 음악을 공부하였다. 잠시 스페인으로 돌아간 후, 음악 이론을 공부하기 위해 다시 파리로 갔다. 먼저 모리스 엠마누엘에게서 가르침을 받았고, 다음 앙드레 피로 밑에서 공부를 하였다. 그의 첫 번째 출판 작품은 1940년에 작곡되었다. 1943년 그는 두 피아노를 위한 작품을 개작하여만든 "Cinco piezas infantiles ("Five Children's Pieces")"로 오케스트라 부분 스페인 국가상을 받았다. 1947년부터 로드리고는 마드리드 국립 대학에서 음악사 교수가 되었다.
그의 가장 유명한 작품 아랑후에스 협주곡은 파리에서 1939년 기타리스트 산츠(Regino Sainz)에게 헌정하는 곡으로 작곡 되었다. 이 곡은 기타와 오케스트라를 위한 협주곡이다. 2악장 아다지오는 혼파이프와 기타의 환상적인 조화를 갖춘 20 세기 고전 음악에서 가장 걸작 중 하나이다. 이 악장은 나중에 스페인의 재즈 편곡자 길 에반스에 의해 개작되었다. 로드리고는 이곡을 니카노르 자발레타의 요청에 하프와 오케스트라를 위한 곡으로 편곡하였고, 자발레타에게 헌정하였다.
1954년, 안드레스 세고비아(Segovia)에게 귀인을 위한 환상곡(Fantasía para un gentilhombre)을 작곡 헌정하였다. 또 그는 네 기타와 오케스트라를 위한 안달루시아 협주곡(Concerto Andaluz)을 작곡하여 셀레도니오 로메로와 그의 세 아들에게 의해 헌정하였다.
그러나, 로드리고의 작품 중 어느 것도 아랑후에스 협주곡과 귀인을 위한 환상곡의 인기와 성공을 넘어서지는 못했다. 이 두 작품은 매우 자주 연주되고 있다.

## 작품
- 《아랑후에스 협주곡》
- 《안달루시아 협주곡》
- 《귀인을 위한 환상곡》
- 《세레나타 협주곡》
- 《에로이코 협주곡》

## 참고 문헌
- 그레이엄 웨이드, 《로드리고, 그 삶과 음악》(이석호 역, 포노, 2014). ISBN 978-89-93818-65-9